# 25 Øre (Dänemark)
Das 25-Øre-Stück (dän. 25-øresmønt) war zwischen 1991 und dem 1. Oktober 2008 die unterste Umlaufmünze der Dänischen Krone. Seit 1991 war es eine Kupfermünze, die etwa 3,5 Eurocent entsprach.

## Münze
Die letzte Version der 25-Øre-Münze wurde am 29. Januar 1991 erstmals in Umlauf gebracht, ab dem 1. Oktober 2008 aus dem Verkehr gezogen und ist als Zahlungsmittel nicht mehr in Gebrauch, konnte aber bis 1. Oktober 2011 bei Banken, Sparkassen und der Nationalbank eingetauscht werden. Sowohl Norwegen als auch Schweden hatten bereits zuvor ihre jeweiligen 25-Øre-Stücke (in Schweden mit der Schreibweise „Öre“) abgeschafft. Die kleinsten Münzeinheiten sind seitdem jeweils 50 Øre. Der Grund für die Abschaffung der 25-Øre-Münze sind die Produktionskosten, die den Nennwert überschreiten.
Die letzte dänische 25-Øre-Münze bestand aus Bronze, das waren 97 % Kupfer, 2,5 % Zink und 0,5 % Zinn. Sie hatte einen Durchmesser von 17,5 mm, wog 2,8 g und war 1,55 mm dick. Ihr Rand war glatt.

## Geschichte
Das erste 25-Øre-Stück wurde 1875 eingeführt und bestand aus 60 % Silber. Ab 1920 hergestellte Stücke bestanden aus silberfarbigen Kupfernickel (75 % Kupfer, 25 % Nickel), weil Silber zu teuer wurde. Ab 1924 wurden die 25-Øre-Münzen als Lochmünzen gefertigt, was unter anderem Sehbehinderten zur leichteren Identifizierung diente.
Zum Ende des Zweiten Weltkrieges kam es auch in Dänemark zu Materialmangel, weshalb die 25-Øre-Stücke aus Zink hergestellt wurden. Korrosion machte diese Münzen schnell unansehnlich. Ab 1948 kam wieder Kupfernickel zum Einsatz, dabei wurde aber auf das Loch verzichtet, das erst 1967 wiedereingeführt wurde.
In der Kriminalkomödie Die Olsenbande schlägt wieder zu aus dem Jahr 1977 spielen 25-Øre-Münzen eine entscheidende Rolle: Mit Hilfe eines Staubsaugers erbeuten Benny und Kjeld einen größere Menge dieser Geldstücke aus einem Parkscheinautomaten.
1991 wurden die 5- und 10-Øre-Münzen abgeschafft, sodass die 25-Øre-Kupfermünze das kleinste Zahlungsmittel in Dänemark wurde.
Mit Wirkung zum 1. Oktober 2008 wurde auch das 25-Øre-Stück abgeschafft, da auch hier die Kaufkraft zu gering und die Produktionskosten zu hoch waren. Bis 1. Oktober 2011 konnten 25-Øre-Münzen in den Banken umgetauscht werden. Als Konsequenz der Abschaffung fanden neue Rundungsregeln Anwendung. Dabei werden Beträge von 0,25 Kronen bis 0,74 Kronen auf 50 Øre gerundet und die anderen Beträge auf den nächstgrößeren beziehungsweise -kleineren vollen Kronenbetrag gerundet. Die neuen Rundungsregeln werden allerdings nur im Barzahlungsverkehr angewendet. Im bargeldlosen Zahlungsverkehr werden weiterhin exakte Summen ohne jegliche Rundungen verbucht.

25 Øre 1874 Vor- und Rückseite
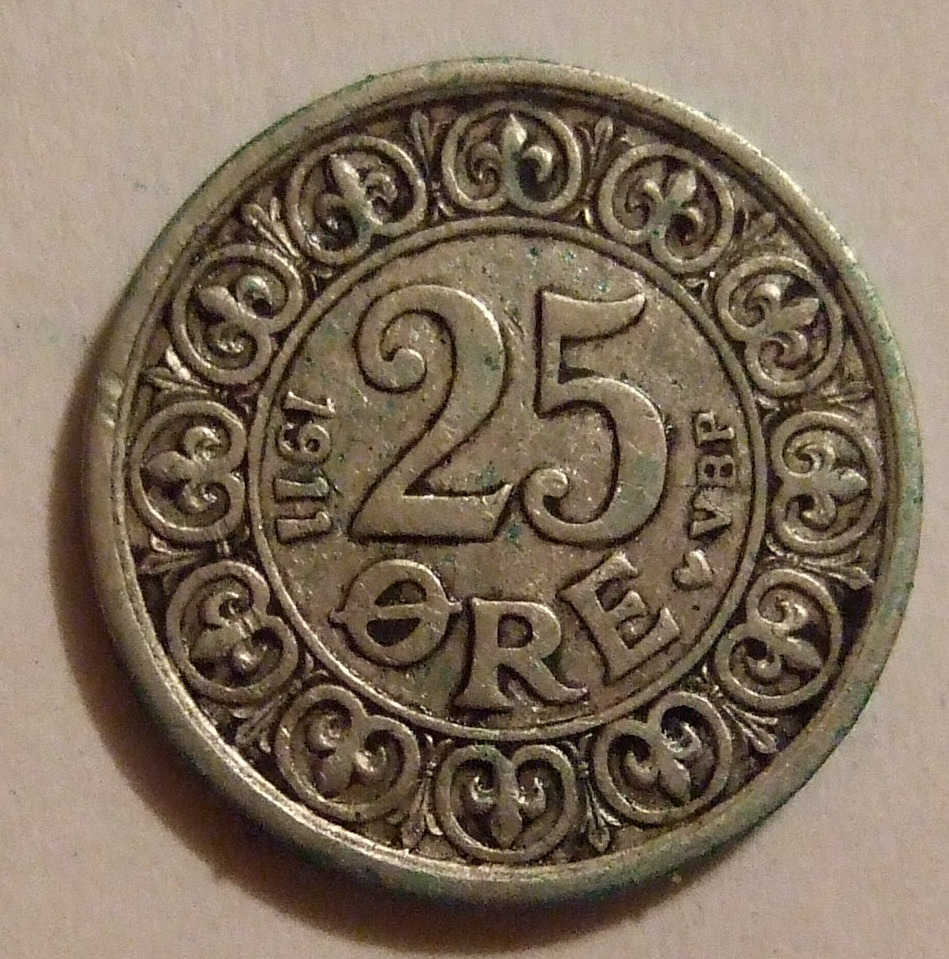
25 Øre 1911 Vorderseite
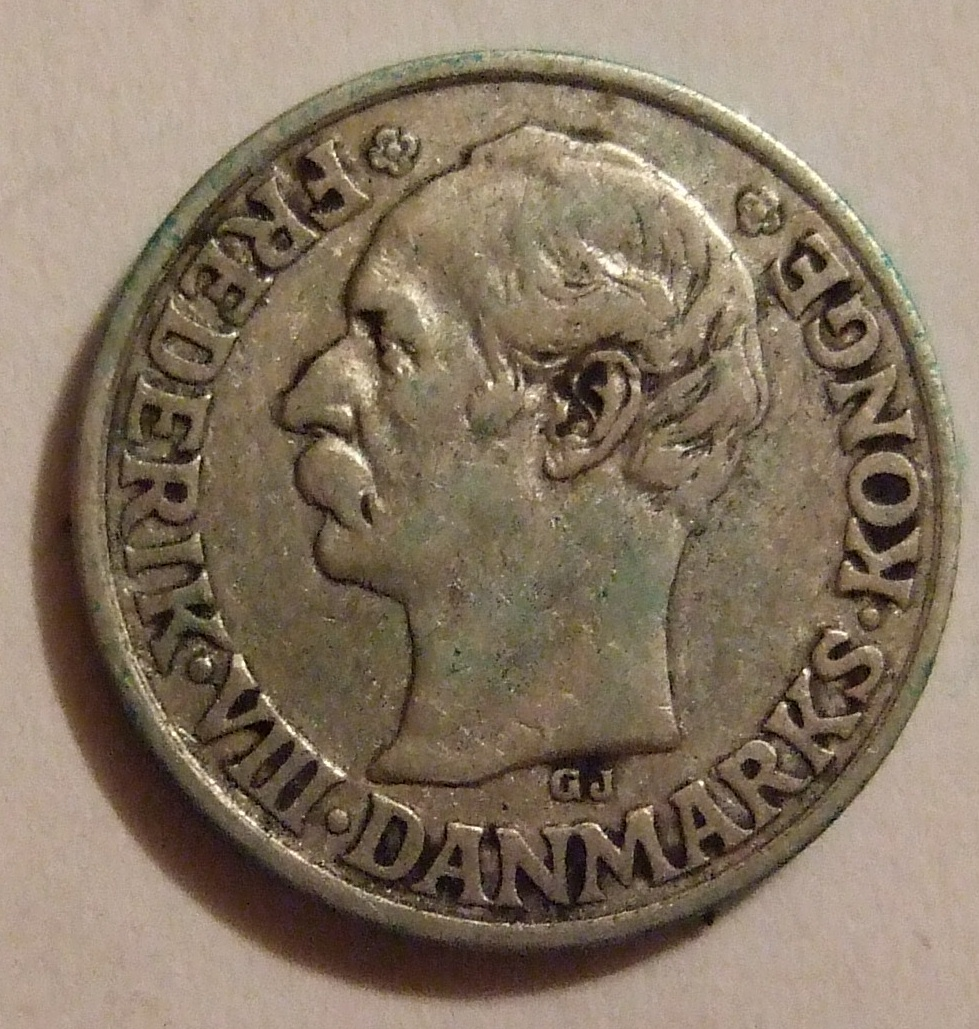
25 Øre 1911 Rückseite
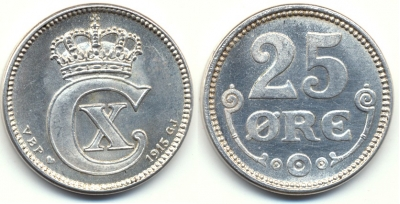
25 Øre 1915 Vor- und Rückseite
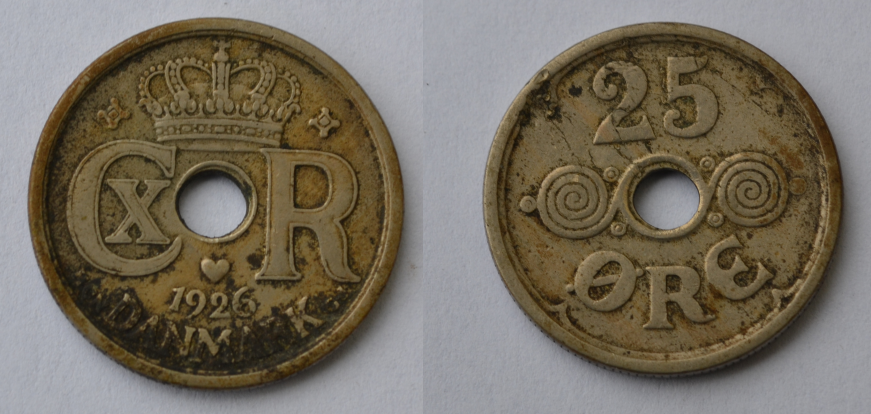
25 Øre 1926 Vor- und Rückseite
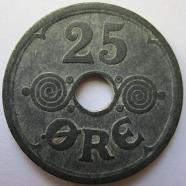
25 Øre 1941 Vorderseite
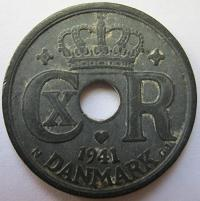
25 Øre 1941 Rückseite
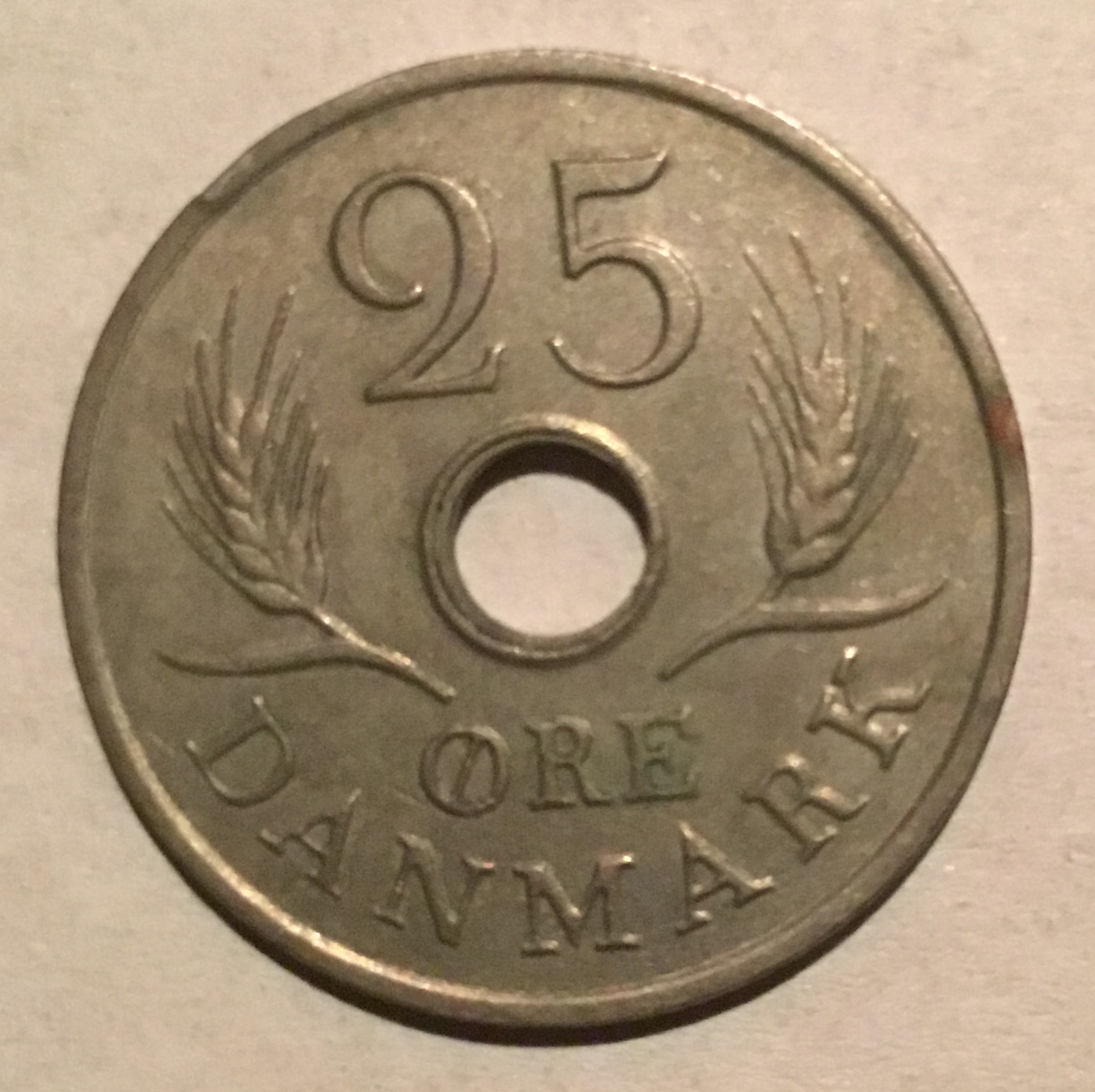
25 Øre 1967 Vorderseite
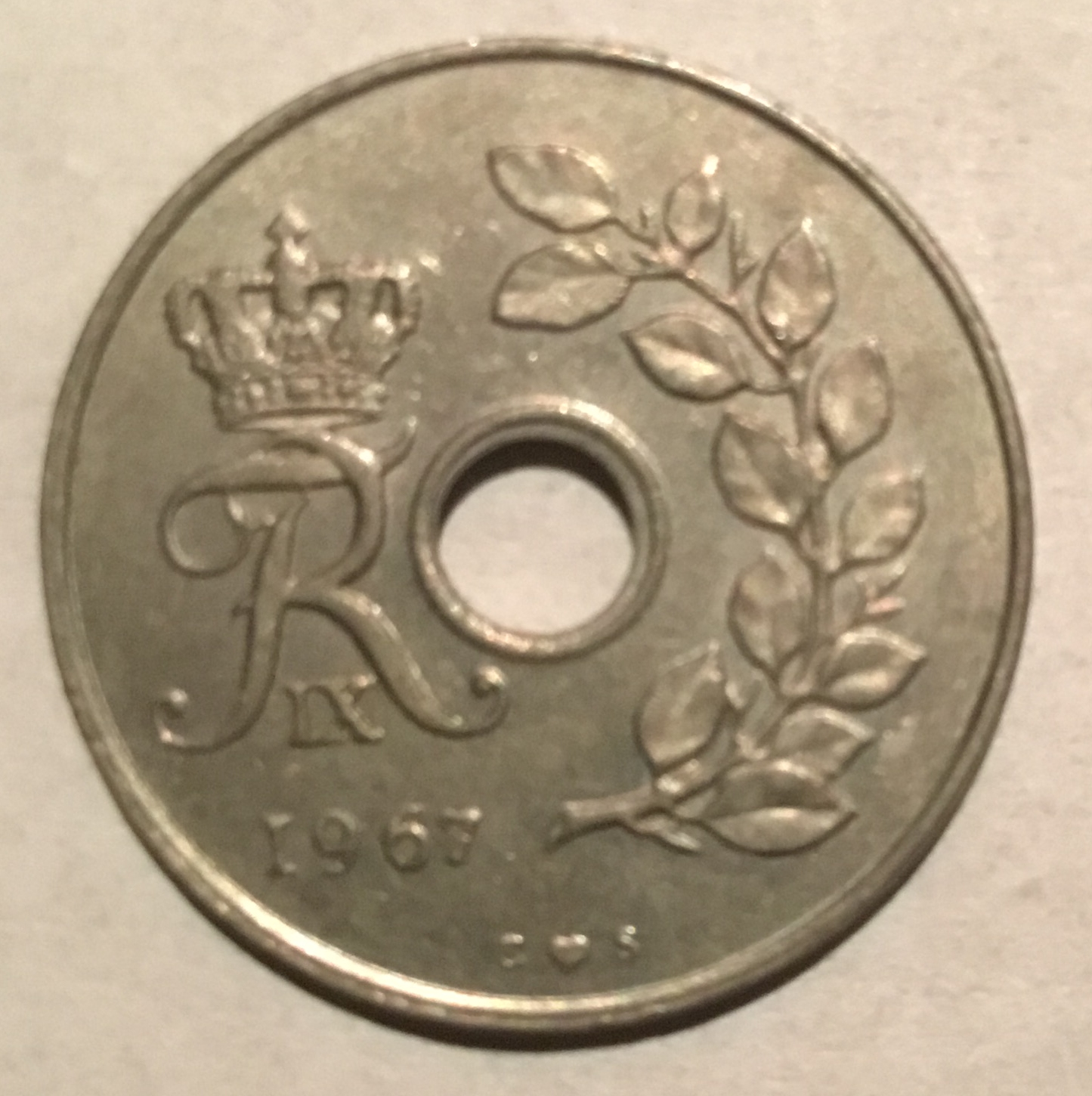
25 Øre 1967 Rückseite